# نهر أيونغ
نهر أيونج هو أطول نهر في جزيرة بالي الإندونيسية. يجري  على بعد 68.5 كيلومترات من سلاسل الجبال الشمالية، مروراً بأقاليم بانجلي وبادونج وجيانيار ومدينة دينباسار ، قبل التصريف في مضيق بادونج في سانور.   يشتهر النهر بركوب الرمث في المياه البيضاء. 

## الهيدرولوجيا

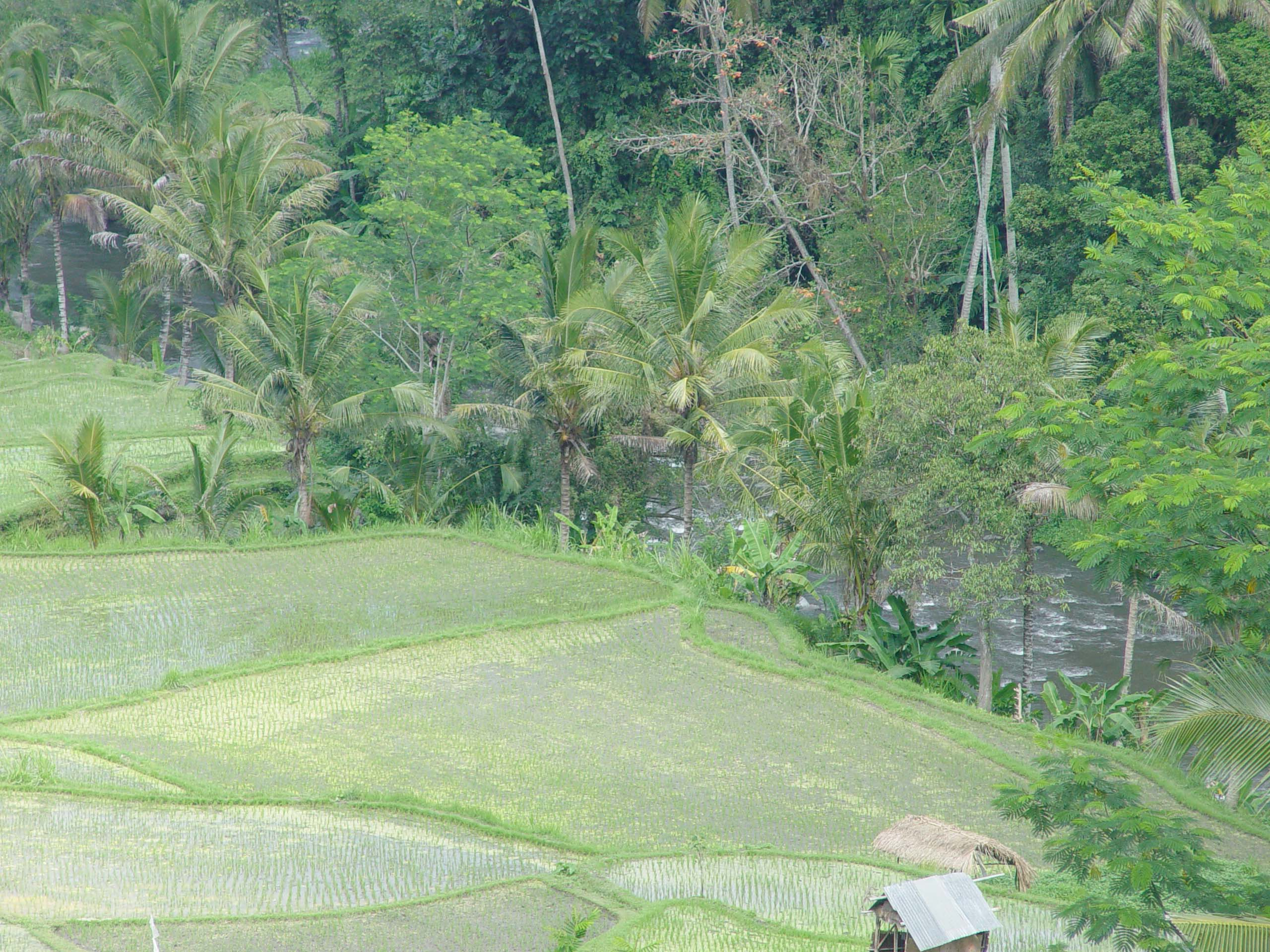
مصطبة الأرز على طول نهر أيونج بالقرب من كاديواتان ، جيانيار (2005)

يغطي حوض الصرف لنهر أيونج مساحة 109.30 كم² ، مع روافد قد تصل إلى 300.84 كيلومتر مربع (حوالي 30 ألف هكتار).  يتدفق النهر 68.5 كيلومتر من مصدره بالقرب من Kintamani ، على طول المنحدر الجنوبي للجبال التي تفصل المنطقة الشمالية والجنوبية من بالي ، وأخيراً إلى شاطئ Padanggalak ، سانور . عند المنبع ، تزود ثلاثة روافد كبيرة بالمياه لنهر أيونغ ، وهي Tukad Bangkung مع المنبع في Pelaga ، و Tukad Menggani مع المنبع في Catur ، و Tukad Siap مع المنبع في Kintamani. يقع التقاء هذه الروافد الثلاثة في Payangan. 

## جغرافية
يبلغ متوسط درجة حرارة منطقة مستجمعات المياه في نهر أيونج 18.4 درجة مئوية و 26.6 درجة مئوية ، حسب الارتفاع. متوسط هطول الأمطار السنوي عند المنبع مرتفع ، حوالي 1963-3242 مم. عند الذهاب إلى المصب بمتوسط ميل يبلغ 13.13٪ ، ينخفض هطول الأمطار والأيام الممطرة على النهر. في المنطقة الوسطى ، يبلغ متوسط هطول الأمطار حوالي 1998-3176 مم بمتوسط 105-128 يوم ممطر. عند المصب ، بالقرب من مدينة دينباسار ، يصبح هطول الأمطار منخفضًا ، حوالي عام 1486 مم بمتوسط 69 يومًا ممطرًا.  
يحتوي حوض الصرف على نوعين من التضاريس: جبلية ومنبسطة.  بلغ الدين المائي الذي تم قياسه في 1973-1986 حوالي 6.6-14.2 متر مكعب / ثانية بمتوسط 8.69 متر مكعب / ثانية.  يُظهر مستوى الترسيب في Buangga أعلى مستوى عند 544.4 طن / يوم وأدنى مستوى عند 2.8 طن / يوم ، مع الإجمالي المحسوب (طريقة SCS-USDA) البالغ 91.393.127 طنًا / سنويًا. 

## استخدام الأراضي
الاستخدام الرئيسي لحوض تصريف نهر أيونج هو الزراعة.  تُلاحظ المناظر الخلابة بشكل أساسي في أعلى النهر ، خاصة من بيتانغ إلى كارانغساري ، مع القليل من التأثير البشري. تجعل العديد من المنحدرات الصعبة من هذا النهر موقعًا جيدًا لركوب الرمث. 